# Dimitrije II., veliki knez Moskve
Dimitrije II. Šemjaka ( 1420. – 1453. ) je bio veliki knez Moskve 1446. – 1448. godine.

## Izdajnik
Dimitrije je bio sin velikog kneza Jurja koji 1433. godine uzurpira vlast svoga nećaka Vasilija II. Po očevoj smrti 1434. godine Dimitrije odbija priznati vlast svoga brata Vasilija (III). nego sklapa savez s oborenim velikim knezom. Njih dvoje ubrzo pobjeđuju   Vasilija (III). zbog čega će ovaj izdajnički nastrojen brat dobiti u posjed vlastiti grad. 
Nedugo potom Vasilije II. uvjeren u lojalnost ovoga rođaka dodjeljuje mu vojsku 1439. godine da porazi pljačkašku hordu Tatara koja ulazi na teritorij Moskve. U bitci se Dimitrije nije proslavio pošto biva poražen od brojčano slabije vojske. Taj događaj mu donosi sramotu, ali i neočekivanu priliku kada sam veliki knez 1445. godine ide s novom vojskom na osvetnički pohod protiv Tatara. Ta vojna katastrofa otežana samim zarobljavanjem Vasilija II. rezultira preuzimanjem vlasti od strane Dimitrija 1446. godine kada on hvata svoga prethodnika i osljepljuje ga. Nakon osljepljivanja koje bi po tadašnjem zakonu trebalo spriječiti Vasilija II. da se ponovno popne na vlast on biva pušten na slobodu.

## Ostavština
Nepopularna vlast koju Dimitrije tada uspostavlja rezultira općom mržnjom stanovništva koje se 1448. godine buni i protjeruje ovoga uzurpatora. Poslije povratka Vasilija II. na vlast između ova dva kneza počinje igra zavjera u kojoj uspješnij na kraju pobjeđuje. 
Dimitrije Šemjaka umire 1453. godine otrovan od vlastitog kuhara koji je bio agent Vasilija II. Na vijest o njegovoj smrti pobjednik ove borbe se nije mogao suzdržati od slavlja.
Razlog za neuspjeh Dimitrije Šemjaka nije bio njegov protivnik nego on sam. Najveći neprijatelj Dimitrija je bio Dimitrije koji nikad nije uspijevao kontrolirati svoj nezgodni karakter. Način njegovog postupanja je ušao u rusku povijest pod imenom šemjanski sud. Ta narodna uzrečica se danas koristi kada bi želi naglasiti da je neka presuda istovremeno brza i nepoštena.
| Prethodnik:  | knez Moskve | Nasljednik:  |
| Vasilije II. | knez Moskve | Vasilije II. |